# Гибкая система передачи переменного тока
Гибкая система передачи переменного тока (иногда: управляемая система передачи переменного тока англ. flexible alternating current transmission system, FACTS) — это система, используемая для передачи переменного тока. Как правило, в таких системах применяется силовая электроника.
Согласно определению IEEE: система, основанная на силовой электронике (и других элементах), обеспечивающая контроль за одним или более параметрами системы передачи переменного тока для повышения управляемости и увеличения передаваемой мощности.
FACTS увеличивает надежность систем передачи переменного тока, а также снижает потери при передаче энергии. Она улучшает качество передачи и повышает эффективность передачи энергии путём подачи индуктивной или реактивной энергии в энергосистему.

## Принцип действия

### Компенсация
Для компенсации FACTS включается в энергосистему как шунт. Она работает как управляемый источник тока. Компенсация бывает двух видов:

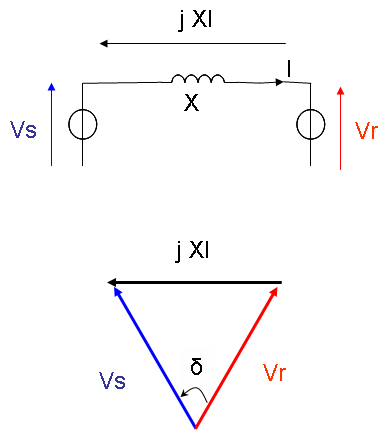
Передача в линиях без потерь

#### Продольная компенсация (емкостная)
Этот метод используется для увеличения коэффициента мощности. Так как линия электропередачи включает продольное индуктивное сопротивление, коэффициент мощности снижается под действием индуктивного тока, который отстаёт от напряжения. Для компенсации, в линию продольно включается  емкость, которая создаёт ток, опережающий напряжение источника. В результате повышается коэффициент мощности.

##### Поперечная компенсация (индуктивная)
Этот метод может применяться как при зарядном токе линии (при отсутствии нагрузки), так и при очень малой нагрузке на принимающей стороне. Из-за очень малой или отсутствующей нагрузки по линии протекает очень малый ток. Ёмкость длинной линии вызывает повышение напряжения на принимающей стороне (эффект Ферранти). Для компенсации к линии подключаются шунтирующие реакторы. Таким образом увеличивается пропускная способность линии, которая описывается уравнением мощности 
{\displaystyle P=\left({\frac {EV}{X}}\right)\cdot \sin(\delta )}, где δ — угол между напряжениями в начале и конце линии.

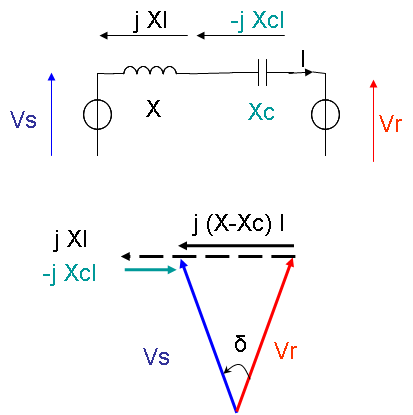
Последовательная компенсация

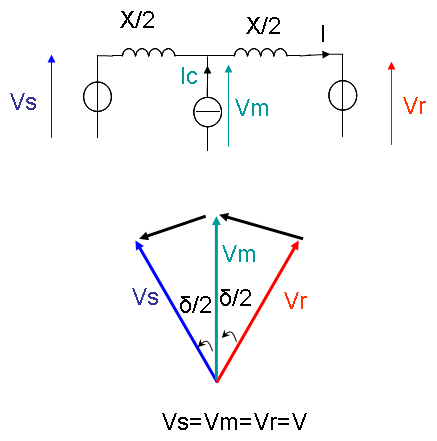
Параллельная компенсация

## Теория
В линиях без потерь величина напряжения на принимающем конце такая же, как и на питающем конце: {\displaystyle V_{s}=V_{r}=V}. Угол задержки δ при передаче определяется реактивной мощностью X.
{\displaystyle {\begin{aligned}{\underline {V_{s}}}&=V\cos \left({\frac {\delta }{2}}\right)+jV\sin \left({\frac {\delta }{2}}\right)\\{\underline {V_{r}}}&=V\cos \left({\frac {\delta }{2}}\right)-jV\sin \left({\frac {\delta }{2}}\right)\\{\underline {I}}&={\frac {{\underline {V_{s}}}-{\underline {V_{r}}}}{jX}}={\frac {2V\sin \left({\frac {\delta }{2}}\right)}{X}}\end{aligned}}}
В линиях без потерь активная мощность P в любой точке равна:
{\displaystyle P_{s}=P_{r}=P=V\cos \left({\frac {\delta }{2}}\right)\cdot {\frac {2V\sin \left({\frac {\delta }{2}}\right)}{X}}={\frac {V^{2}}{X}}\sin(\delta )}
Реактивная мощность питающей стороны противоположна реактивной мощности принимающей стороны:
{\displaystyle Q_{s}=-Q_{r}=Q=V\sin \left({\frac {\delta }{2}}\right)\cdot {\frac {2V\sin \left({\frac {\delta }{2}}\right)}{X}}={\frac {V^{2}}{X}}(1-\cos \delta )}
Так как δ мал, активная мощность зависит, в основном, от δ, в то время как реактивная мощность зависит от величины напряжения.

### Компенсация при последовательном включении
Гибкая система передачи переменного тока при последовательном включении изменяет импеданс линии: X снижается, а передаваемая активная мощность повышается.
{\displaystyle {\begin{aligned}P&={\frac {V^{2}}{X-Xc}}\sin(\delta )\\Q&={\frac {V^{2}}{X-Xc}}(1-\cos \delta )\end{aligned}}}

### Компенсация при параллельном включении
Реактивный ток передается в линию для поддержки значения напряжения. Передаваемая активная мощность возрастает, но она поддерживается реактивной мощностью.
{\displaystyle {\begin{aligned}P&={\frac {2V^{2}}{X}}\sin \left({\frac {\delta }{2}}\right)\\Q&={\frac {4V^{2}}{X}}\left[1-\cos \left({\frac {\delta }{2}}\right)\right]\end{aligned}}}

## Приборы, применяемые для последовательной компенсации
- Статический синхронизированный последовательный компенсатор (SSSC).
- Конденсаторы, контролируемые тиристорами (TCSC): несколько конденсаторов, шунтированные катушкой, которая управляется тиристорами.
- Катушки, управляемые тиристорами (TCSR): несколько катушек, шунтированные катушкой, которая управляется тиристорами.
- Конденсаторы, переключаемые тиристорами (TSSC): несколько конденсаторов, шунтированные катушкой, которая переключается тиристорами.
- Катушки, переключаемые тиристорами (TSSR): несколько катушек, шунтированные катушкой, которая переключается тиристорами.

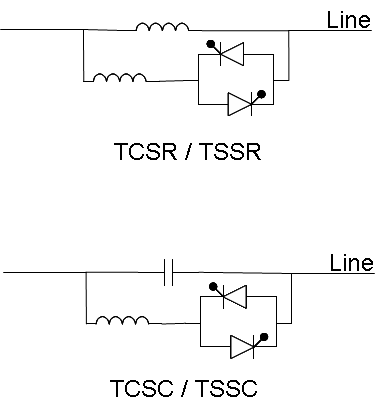
Приборы для последовательной компенсации

## Приборы, применяемые для параллельной компенсации
- Статический синхронизированный компенсатор (STATCOM)
- Статический компенсатор реактивной мощности (SVC). Как правило, состоят из:
  - Катушки, управляемой тиристором (TCR): катушка подключается последовательно с тиристорами, включенными в обе стороны. Тиристоры являются фазоуправляемыми. Это позволяет непрерывно управлять реактивной мощностью.
  - Катушки, переключаемые тиристорами (TSR): похож на TCR, однако тиристоры могут быть либо полностью открыты, либо полностью закрыты. Реактивная мощность регулируется пошагово
  - Конденсаторы, переключаемые тиристорами (TSC): конденсатор подключается последовательно с тиристорами, включенными в обе стороны. Тиристоры могут быть либо полностью открыты, либо полностью закрыты. Реактивная мощность регулируется пошагово.

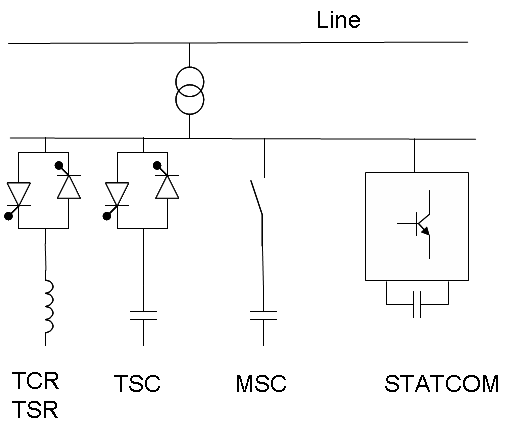
Приборы для параллельной компенсации

  - Конденсаторы, переключаемые механически (MSC): конденсатор переключается механическим ключом.